# Christine Ostrowski

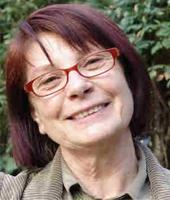
Christine Ostrowski, 2007

Christine Ostrowski (geb. Pippig; * 24. August 1945 in Plauen) ist eine deutsche ehemalige Politikerin (SED, PDS, Die Linke), und war bis 2009 Dresdner Stadträtin. In ihrer Partei war sie wegen Gesprächen mit Neonazikadern 1993 umstritten.

## Ausbildung und politische Karriere
Nachdem Christine Ostrowski die Polytechnische Oberschule und anschließend die Erweiterte Oberschule in Plauen besucht hatte, machte sie von 1964 bis 1968 an der Pädagogischen Hochschule Dresden eine Ausbildung zur Lehrerin für Mathematik und Physik. Diesem Beruf ging sie auch bis 1978 nach. Währenddessen stieg sie zur Pionierleiterin und zur Vorsitzenden der Pionierorganisation Dresden-Süd auf. 1969 wurde sie Mitglied der SED. Zwischen 1978 und 1989 war sie als hauptamtliche Mitarbeiterin bei der SED in verschiedenen Funktionen tätig, zuletzt als Parteisekretärin im Staatsschauspiel Dresden. Im Jahr 1990 wurde sie Mitglied der ersten frei gewählten Volkskammer der DDR und gehörte nach der deutschen Wiedervereinigung zu jenen Abgeordneten, die von Oktober bis Dezember 1990 in den Bundestag wechselten. Von 1998 bis 2002 war sie erneut Mitglied des Bundestags, diesmal über die Landesliste Sachsen.
1993 wurde Ostrowski zur stellvertretenden PDS-Vorsitzenden gewählt; außerdem war sie von 1994 bis 1998 Mitglied des Sächsischen Landtags und von 1994 bis 2009 Stadträtin in Dresden. 1994 kandidierte sie für das Amt der Dresdner Oberbürgermeisterin.

## Politik
Als Stadtvorsitzende der PDS Dresden leitete Ostrowski über zehn Jahre ihre Partei. Ostrowski verfocht in der Partei über viele Jahre hinweg Ideen einer sozialen Wohnungsbaupolitik. Ihre Person war jedoch innerparteilich stets umstritten. Sie traf sich mit Neonazikadern wie dem sächsischen Landesvorsitzenden der Nationalen Offensive Constantin Mayer. Um neue Wählerschichten zu gewinnen, machte sie sich für mittelständische Unternehmen stark und gründete den PDS-Unternehmerverband OWUS.
Ihre heftig kritisierten Forderungen machte sie zusammen mit Ronald Weckesser im „Brief aus Sachsen“ im Mai 1996 deutlich. Darin hieß es, dass „Linke Wirtschaftspolitik“ das „bodenständige Kleinunternehmertum“ stärken solle. Des Weiteren forderte sie, die Anstrengungen der PDS, sich als bundesdeutsche Partei etablieren zu wollen, fallenzulassen. Stattdessen wurde gefordert, dass die PDS in eine strategische „ostdeutsche Volkspartei“ umzuwandeln sei. Ihr Aufruf zu einem Richtungswechsel fand jedoch keinen großen Zuspruch in der Gesamtpartei. Am 1. Januar 2008 trat sie aus Die Linke aus und warf der Partei, insbesondere Oskar Lafontaine zunehmenden Populismus vor.
Bekannt wurde Christine Ostrowski als Kommunalpolitikerin ihrer Partei. Sie erreichte bei der Oberbürgermeisterwahl 1994 in Dresden knapp 30 % der abgegebenen Stimmen. Ostrowski löste erneut großen Unmut gegen sich aus, als sie im Jahre 2006 zu denjenigen Stadträten der Linkspartei.PDS gehörte, die dem Verkauf der Wohnungsbaugesellschaft WOBA GmbH der Stadt Dresden zustimmten. Innerparteiliche Kritiker forderten daraufhin sogar ihren Parteiausschluss.
Ihr Stil und ihre politischen Überzeugungen waren umstritten und führten zu Auseinandersetzungen innerhalb der Linksfraktion/PDS im Dresdner Stadtrat. Als Folge dieser Auseinandersetzungen spaltete sich die Stadtratsfraktion in die „Linksfraktion/PDS“ und in die neue Fraktion „Die Linke“. Ostrowski gehörte im Stadtrat zu den entschiedensten Kritikern der Waldschlößchenbrücke.
Eine erneute Kandidatur bei der Stadtratswahl 2014 über die Liste der FDP wurde von deren Nominierungsparteitag am 8. Februar 2014 abgelehnt. Anfang 2016 rief sie dazu auf, die AfD zu wählen.

## Bücher
- Im Streit. Dingsda-Verlag, Querfurt 1993, ISBN 3-928498-19-3
- Tagebuch eines Hungerstreiks. Bischofferode. Dingsda-Verlag, Querfurt 1993, ISBN 3-928498-23-1
- Ossis PDS-Gesetze. Warum auch in der PDS alles schief geht. 6. überarbeitete Auflage, Projekt Piccolo, Dresden 2001, ISBN 3-933236-23-1